# Chris Kreider
Christopher James „Chris“ Kreider (* 30. April 1991 in Boxford, Massachusetts) ist ein US-amerikanischer Eishockeyspieler, der seit Juni 2025 bei den Anaheim Ducks in der National Hockey League unter Vertrag steht. Zuvor verbrachte der Center über 13 Jahre bei den New York Rangers.

## Karriere
Christopher „Chris“ Kreider begann seine Karriere als Eishockeyspieler in der High-School-Mannschaft der Masconomet Regional Chieftains, für die der Flügelstürmer von 2005 bis 2007 aktiv war. In den folgenden zwei Spielzeiten ging Kreider für das Team der Elite-High-School Phillips Academy aufs Eis. Dort erzielte er in seiner Debütsaison in 24 Spielen 41 Scorerpunkte; in seiner zweiten Saison steuerte der US-Amerikaner in 26 Spielen 56 Scorerpunkte bei. Anschließend wurde er im NHL Entry Draft 2009 in der ersten Runde als insgesamt 19. Spieler von den New York Rangers ausgewählt. Zunächst besuchte der Flügelspieler das Boston College, für das er erstmals in der Saison 2009/10 in der National Collegiate Athletic Association auflief. Mit seiner College-Mannschaft gewann er in seinem Rookiejahr auf Anhieb die Meisterschaft der Hockey East und die der NCAA. Zwei Jahre später konnte er mit dem Boston College diesen Erfolg wiederholen und wurde ins Second All-Star Team der Hockey East gewählt.
Daraufhin unterzeichnete Kreider am 10. April 2012 einen Einstiegsvertrag über drei Jahre mit den New York Rangers. Bereits sechs Tage später absolvierte er seinen ersten Einsatz in der NHL beim Play-off-Spiel gegen die Ottawa Senators. Sein erstes Tor erzielte er im sechsten Spiel der Serie, als er beim 3:2-Sieg über die Senators das Siegtor erzielte. Insgesamt gelangen ihm in 18 Play-off-Spielen sieben Punkte.
In den folgenden beiden Saisons stand Kreider zu Saisonbeginn allerdings nur im Kader des Hartford Wolf Pack, dem Farmteam der Rangers aus der American Hockey League. Im Laufe der Spielzeit wurde er aber jeweils in den NHL-Kader der Rangers berufen. Am 30. November 2013 erzielte der Rookie im Spiel gegen die Vancouver Canucks seinen ersten NHL-Hattrick.
Im Februar 2020 unterzeichnete Kreider einen neuen Siebenjahresvertrag in New York, der ihm mit Beginn der Saison 2020/21 ein durchschnittliches Jahresgehalt von 6,5 Millionen US-Dollar einbringen soll. In der Saison 2021/22 steigerte er seine persönliche Statistik deutlich auf 77 Punkte in 81 Punkten, wobei er sich mit 52 erzielten Toren ligaweit auf dem dritten Rang hinter Auston Matthews (60) und Leon Draisaitl (55) platzierte.
Nach über 13 Jahren bei den Rangers wurde Kreider im Juni 2025 samt einem Viertrunden-Wahlrecht im NHL Entry Draft 2025 an die Anaheim Ducks abgegeben. Im Gegenzug erhielt New York den Nachwuchsspieler Carey Terrance sowie ein Drittrunden-Wahlrecht im gleichen Draft. Kreider verließ die Rangers somit nach 883 Einsätzen und 582 Scorerpunkten, womit er sich zu diesem Zeitpunkt auf Rang sieben bzw. Rang zehn der teaminternen Bestenlisten platzierte.

### International
Für die USA nahm Kreider im Juniorenbereich an der U20-Junioren-Weltmeisterschaft 2010 teil, bei der er mit seiner Mannschaft Weltmeister wurde. Zu diesem Erfolg trug er mit sechs Toren und einer Vorlage in sieben Spielen bei. Bei der U20-Junioren-Weltmeisterschaft 2011 gewann er mit seiner Mannschaft die Bronzemedaille.
Im Seniorenbereich stand er erstmals im Aufgebot seines Landes bei der Weltmeisterschaft 2010 in Deutschland. Bei dieser stand er in allen sechs Spielen seiner Mannschaft auf dem Eis, erzielte ein Tor und gab eine Vorlage. Zudem vertrat er die USA bei der Weltmeisterschaft 2011 in der Slowakei. Sieben Jahre später folgte eine Bronzemedaille bei der Weltmeisterschaft 2018.

## Erfolge und Auszeichnungen
| - 2010 Lamoriello-Trophy-Gewinn mit dem Boston College - 2010 Hockey East All-Rookie Team - 2010 NCAA-Division-I-Championship mit dem Boston College - 2011 Lamoriello-Trophy-Gewinn mit dem Boston College - 2012 Lamoriello-Trophy-Gewinn mit dem Boston College | - 2012 Hockey East Second All-Star Team - 2012 NCAA-Division-I-Championship mit dem Boston College - 2020 Teilnahme am NHL All-Star Game - 2022 Teilnahme am NHL All-Star Game |

### International
- 2010 Goldmedaille bei der U20-Junioren-Weltmeisterschaft
- 2011 Bronzemedaille bei der U20-Junioren-Weltmeisterschaft
- 2018 Bronzemedaille bei der Weltmeisterschaft

## Karrierestatistik
Stand: Ende der Saison 2024/25

### International
Vertrat die USA bei:
| - U20-Junioren-Weltmeisterschaft 2010 - Weltmeisterschaft 2010 - U20-Junioren-Weltmeisterschaft 2011 | - Weltmeisterschaft 2011 - Weltmeisterschaft 2018 - 4 Nations Face-Off 2025 |

(Legende zur Spielerstatistik: Sp oder GP = absolvierte Spiele; T oder G = erzielte Tore; V oder A = erzielte Assists; Pkt oder Pts = erzielte Scorerpunkte; SM oder PIM = erhaltene Strafminuten; +/− = Plus/Minus-Bilanz; PP = erzielte Überzahltore; SH = erzielte Unterzahltore; GW = erzielte Siegtore; 1 Play-downs/Relegation; Kursiv: Statistik nicht vollständig)